# Старикова Валентина Іванівна
Валентина Іванівна Старикова (рос. Валентина Ивановна Старикова; 24 лютого 1949 року, Уфа, Башкортостан) — російська піаністка, діяч мистецтва, музичний педагог . Заслужений працівник культури Республіки Башкортостан, доцент Башкирського державного педагогічного університету ім. М. Акмулли.  Лауреат міжнародних і всеукраїнських конкурсів, викладач Середнього спеціального музичного коледжу РБ. Член журі низки  міжнародних музичних конкурсів. 
Вапентина Старикова початкову музичну освіту здобула в класі М. В. Шаталової. Навчалася в Уфимському училищі мистецтв, у класі Валерія Петровича Стародубровського, учня Г. Нейгауза. Вищу освіту здобула в УГІІ (клас Олександра Давидовича Франка) в 1973 році. Викладала в УГІІ, продовжує педагогічну роботу в БДПУ імені М. Акмулли і ССМК РБ.

## Творча і педагогічна діяльність
Належить до   провідних фортепіанних педагогів-методистів Росії. За час роботи виховала понад 60 лауреатів міжнародних та всеукраїнських конкурсів, в їх числі заслужений артист РФ Сергій Чипенко, заслужені працівники культури РБ Ільдар Хисамутдинов, Тетяна Лонщакова і Олександра Комір, піаністи Лі Сіон  (володарка гран-прі музичного конкурсу ім. Й. Гайдна - Відень, Австрія ) І Денис Хусаїнов (володар Золотої медалі Міжнародних Дельфійських ігор , лауреат I премії конкурсу імені Костянтина Ігумнова ). Її випускники викладають і концертують в багатьох містах Башкирії,   Росії, ближнього і далекого зарубіжжя. Є співзасновником і педагогом школи-студії «Музика для всіх»  Валентина Старикова  входить до  журі міжнародних музичних конкурсів піаністів, таких як Міжнародний конкурс піаністів і фортепіанних ансамблів ім. Скавронського, ім. А. Д. Франка, конкурсів-фестивалів «На крилах таланту» і «Йондоз Ілі»,  постійний учасник і співорганізатор наукових конференцій, заходів Міжнародного форуму «Мистецтво та освіта-XXI». Проводить свої майстер-класи в Росії і за кордоном (Індія, Південна Корея). Автор безлічі методичних публікацій в галузі навчання мистецтву фортепіанної гри. Постійний партнер міжнародного фонду Володимира Співакова 

## Відгуки
Юрій Слесарев, народний артист РФ, професор МГК ім. Чайковського:

| Мені доводилося чути багатьох учнів Валентини Іванівни як на конкурсах, так і на майстер-класах, крім того — на уроках у класі спеціального фортепіано; і я переконаний, що їхній високий професійний рівень — це результат копіткої праці талановитого педагога, яким я безумовно вважаю Старикову. Її педагогічна майстерність і науково-методична забезпеченість дозволяють їй самій проводити майстер-класи і консультації для викладачів фортепіано всіх ланок освіти — шкіл, училищ, вузів. Від колег завжди чую добрі відгуки про ці заходи. У моєму класі в Московській консерваторії і ЦССМШ навчалися учні Старикової (зокрема — Денис Хусаїнов і Галина Мінібаєва), тому я особливо добре знаю високу якість її роботи як викладача[6].Оригінальний текст (рос.) Мне доводилось слышать многих учеников Валентины Ивановны как на конкурсах, так и на мастер-классах, кроме того — на уроках в классе специального фортепиано, и я убеждён, что их высокий профессиональный уровень — это результат кропотливого труда талантливого педагога, каким я безусловно считаю Старикову. Её педагогическое мастерство и научно-методическая обеспеченность позволяют ей самой проводить мастер-классы и консультации для преподавателей фортепиано всех звеньев образования — школ, училищ, вузов. От коллег всегда слышу хорошие отзывы об этих мероприятиях. В моём классе в Московской консерватории и ЦССМШ обучались ученики Стариковой (в частности — Денис Хусаинов и Галина Минибаева), поэтому я особенно хорошо знаю высокое качество её работы как преподавателя |.
Є володарем Гранта фонду «Російське виконавче мистецтво» .

## Нагороди та звання
Лауреат міжнародних, всеукраїнських та республіканських конкурсів, заслужений працівник культури Республіки Башкортостан, нагороджена знаком «За відмінну роботу» Міністерства культури СРСР. У 2012 році за підготовку учениці Лі Сіон, що отримала гран-прі, рішенням міжнародного журі нагороджено спеціальним дипломом «Кращий учитель» 